# Stygokseny
Stygokseny (freatokseny) – element stygonu, gatunki fauny, które przypadkowo występują w wodach podziemnych, choć przystosowane są do innych typów wód. Stygokseny nie są zdolne do rozwoju w stygalu, nie mają możliwości skutecznego rozmnażania. W stygofaunie spotkać można wiele gatunków pierwotniaków, wrotków, skąposzczetów.